# Virton (okręg)
Virton (fr. Arrondissement administratif de Virton, nld. Arrondissement Virton, niem. Bezirk Wirten) – okręg w północnej Belgii, w Regionie Walońskim, w prowincji Luksemburg.  

## Podział administracyjny
Okręg podzielony jest na dziesięć gmin (nld. gemeente, fr. commmune, niem. Gemeinde), w skład których wchodzą 42 dzielnice (deelgemeente)
| - Chiny, miasto - Izel - Jamoigne - Les Bulles - Suxy - Termes - Étalle - Buzenol - Chantemelle - Sainte-Marie-sur-Semois - Vance (Wanen) - Villers-sur-Semois - Florenville, miasto - Chassepierre - Fontenoille - Lacuisine - Muno - Sainte-Cécile - Villers-devant-Orval - Habay (Habich) - Anlier (Ansler) - Habay-la-Neuve (Neu-Habich) - Habay-la-Vieille - Hachy (Herzig) - Houdemont - Marbehan - Rulles - Meix-devant-Virton - Gérouville - Robelmont - Sommethonne - Villers-la-Loue | - Musson - Mussy-la-Ville (Mutzich) - Rouvroy - Dampicourt - Harnoncourt - Lamorteau - Torgny - Saint-Léger - Châtillon - Meix-le-Tige - Tintigny - Bellefontaine - Rossignol - Saint-Vincent - Virton (Wirten), miasto - Bleid - Ethe - Latour - Ruette (Rödchen) - Saint-Mard |